# Jacques Morin
Pour les articles homonymes, voir Morin.
Ne doit pas être confondu avec Jacques Morin (militaire).
Jacques Morin, (alias Jacmo) est un écrivain, poète et directeur de revue, né en 1950 à Paris. Après ses études au Lycée Voltaire, puis à la Sorbonne il fut professeur de lettres du lycée Vauban à Auxerre. Père de cinq enfants il vit dans l'Yonne. Il a co-animé la revue Le Crayon Noir (1973-1981), Le Désespoir, précisément (1980-1981) et dirige la revue Décharge depuis 1981,.
Jacques Morin a publié une vingtaine de recueils de poèmes mais aussi des chroniques, fictions, anthologies.
« Jacmo c’est un monument du revuisme, un personnage, presque une fiction à lui tout seul et nul ne sait bien qui il est, de quoi il vit, sinon de poésie justement », déclare l'éditeur et poète Alain Kewes

## Œuvres
Poésie
- Mien Tien Lien, Décharge et Jacques Morin, 2022
- Père, le roman du, Éditions Henry, 2020
- Carnet d’un petit revuiste de poche, Les Carnets du Dessert de Lune éd., 2016
- Douzaines, La Porte éd., 2016
- J’écris, Rhubarbe éd., 2016
- Le bord du paysage, La Renarde Rouge éd., 2016
- Sans légende, Rhubarbe éd., 2013 (ISBN 978-2-916597-68-3)
- La poésie de A à Z, Rhubarbe éd., 2010
- Contrefeuilles, Gros textes, 2010  (ISBN 978-2-35082-135-1)
- Jusqu’à l’âme, Gros textes, 2008
- Une fleur noire à la boutonnière, L’Idée bleue, 2007 (ISBN 978-2-84031-228-4)
- Poèmes sportifs en Puisaye-Forterre, Les carnets du dessert de lune, 2003,  (ISBN 978-2-930235-40-0)
- Lettre à l’embryon, Jacques Brémond, 1997 (ISBN 978-2-910063-43-6)
- Les caldeiras de la morgue, Wigwam, 1995
- Du principe d’irréalité, Les éditions de Garenne,1991
- Carnet de campagne, le Pavé, 1985
- Petit processionnal pour un millénaire décati, Décharge (n° 27), 1985
- clown noir, Ressacs, 1983
- Les pathétiques de Jacques Morin, Le Crayon noir, 1981
- Sépias & fusains, Polder n° 5, 1981
- J’ai dans la tête une banlieue de parole qui me rend l’âme grise, Polder n° 1, 1980
- Miroir des nostalgies, le dé bleu, 1980
- Répertoire des mélancolies, Le Désespoir, précisément, 1980
- Le faire-valoir du silence, Le Crayon noir, 1979
- L’arme blanche, Le Crayon noir, 1977
- Intacts, Le Crayon noir, 1976
- Le hibou assiège la nuit, Le Crayon noir, 1974

Chroniques
- Il était une fois la poésie, Décharge, 1997
- Les causeries, élucubrations et autres billevesées du cousin Jacmo, Rétro-viseur, 1994,  (ISBN 978-2-908012-21-7)
- Le regard du cyclope, Rétro-viseur, 1993  (ISBN 978-2-908012-10-1)
- Le revuiste impénitent, la Bartavelle, 1990  (ISBN 978-2-87744-044-8)

Fictions et feuilletons
- Anima, l’ange Anima, Décharge, 1992
- Après tout, Plis, 1988

Anthologies
- Polder, deuxième génération, Gros textes, 2005
- Génération Polder, La Table rase, 1992

Direction de revues
- Décharge (1981-...)
- Le Désespoir, précisément (1979-1980)
- le Crayon noir (1973-1981)